# Kasukabe
Kasukabe (春日部市 -shi) é uma cidade japonesa localizada na província de Saitama.
Em 2003 a cidade tinha uma população estimada em 204 109 habitantes e uma densidade populacional de 5 395,43 h/km². Tem uma área total de 37,83 km².
Recebeu o estatuto de cidade a 1 de Julho de 1954.

## Cidade-irmã
- Pasadena, EUA